# Campeonato Europeo de Remo de 1968
El LVIII Campeonato Europeo de Remo se celebró en Berlín Oriental (RDA) en 1968 bajo la organización de la Federación Internacional de Sociedades de Remo (FISA).
En total se disputaron cinco pruebas diferentes, todas ellas en la categoría femenina.

## Medallero
| Núm. | País         | Oro | Plata | Bronce | Total |
| ---- | ------------ | --- | ----- | ------ | ----- |
| 1    | RDA          | 3   | 1     | 1      | 5     |
| 2    | Rumania      | 1   | 2     | 0      | 3     |
| 3    | URSS         | 1   | 0     | 2      | 3     |
| 4    | Países Bajos | 0   | 1     | 1      | 2     |
| 5    | Francia      | 0   | 1     | 0      | 1     |
| 6    | Austria      | 0   | 0     | 1      | 1     |
|      | TOTAL        | 5   | 5     | 5      | 15    |